# Mohammad Akefian
Mohammad Akefian (né le 31 mai 1984) est un athlète iranien, spécialiste du 400 mètres.

## Biographie

### Palmarès
| Date | Compétition                  | Lieu    | Résultat | Épreuve   | Performance   |
| ---- | ---------------------------- | ------- | -------- | --------- | ------------- |
| 2004 | Championnats d'Asie en salle | Téhéran | 1er      | 400 m     | 48 s 71       |
| 2004 | Championnats d'Asie en salle | Téhéran | 1er      | 4 x 400 m | 3 min 16 s 99 |
| 2005 | Universiade                  | Izmir   | 8e       | 400 m     | 47 s 14       |
| 2005 | Jeux asiatiques en salle     | Pattaya | 1er      | 400 m     | 47 s 83       |
| 2005 | Jeux asiatiques en salle     | Pattaya | 2e       | 4 x 400 m | 3 min 18 s 81 |
| 2007 | Championnats d'Asie          | Amman   | 3e       | 400 m     | 46 s 93       |
| 2007 | Jeux asiatiques en salle     | Macao   | 6e       | 400 m     | 49 s 06       |

### Records
| Épreuve    | Épreuve      | Performance | Lieu    | Date             |
| ---------- | ------------ | ----------- | ------- | ---------------- |
| 400 mètres | En plein air | 46 s 73     | Izmir   | 16 août 2005     |
| 400 mètres | En salle     | 47 s 83     | Pattaya | 14 novembre 2005 |